# جيمس بولوك براون
جيمس بولوك براون هو سياسي كندي، ولد في 4 أبريل 1841، وتوفي في 30 مايو 1913. نشط حزبياً في الحزب الليبرالي الكندي. وقد انتخب عضو مجلس العموم الكندي.